# Vobkenti minaret

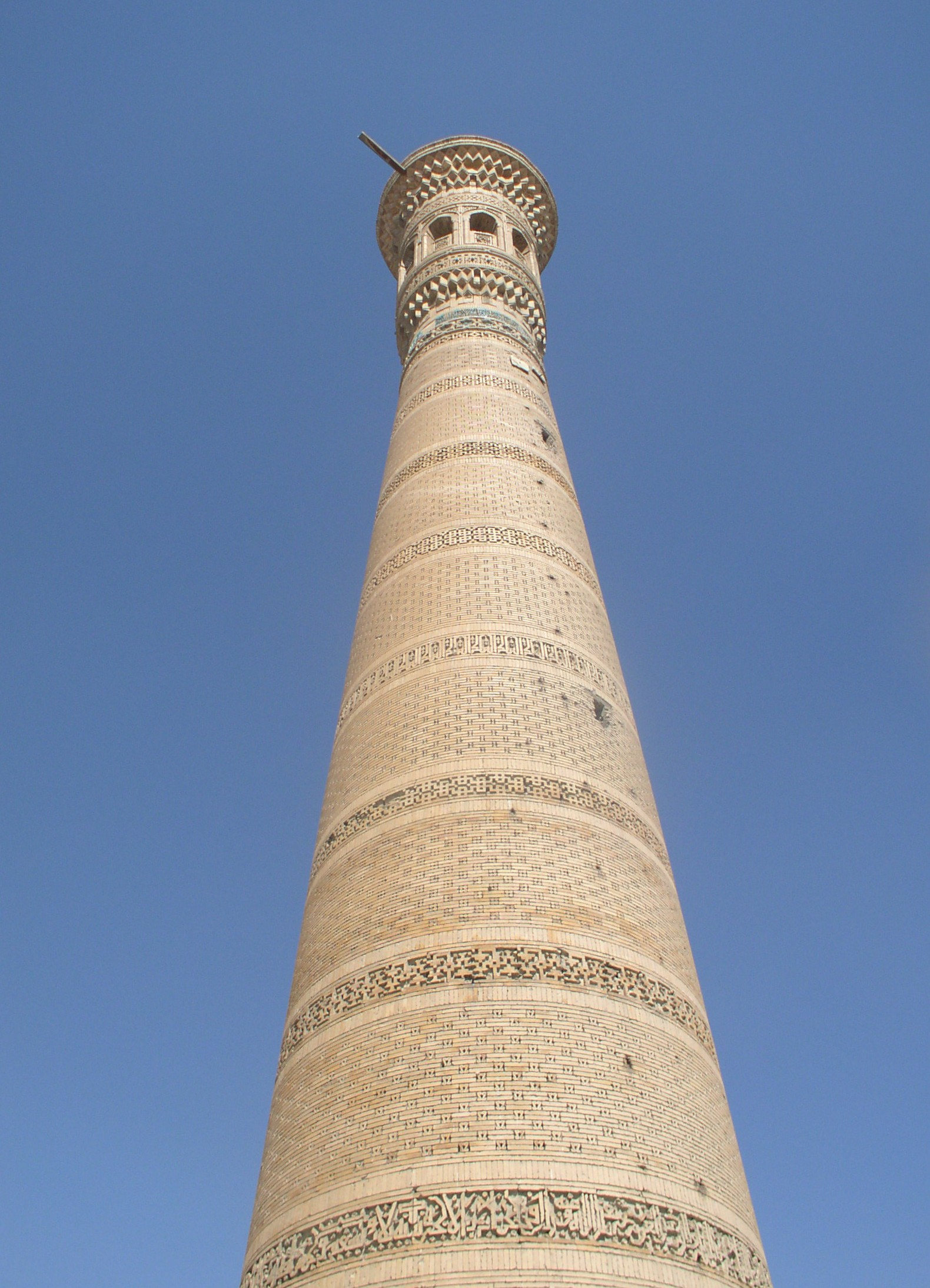
A minaret alulnézetből

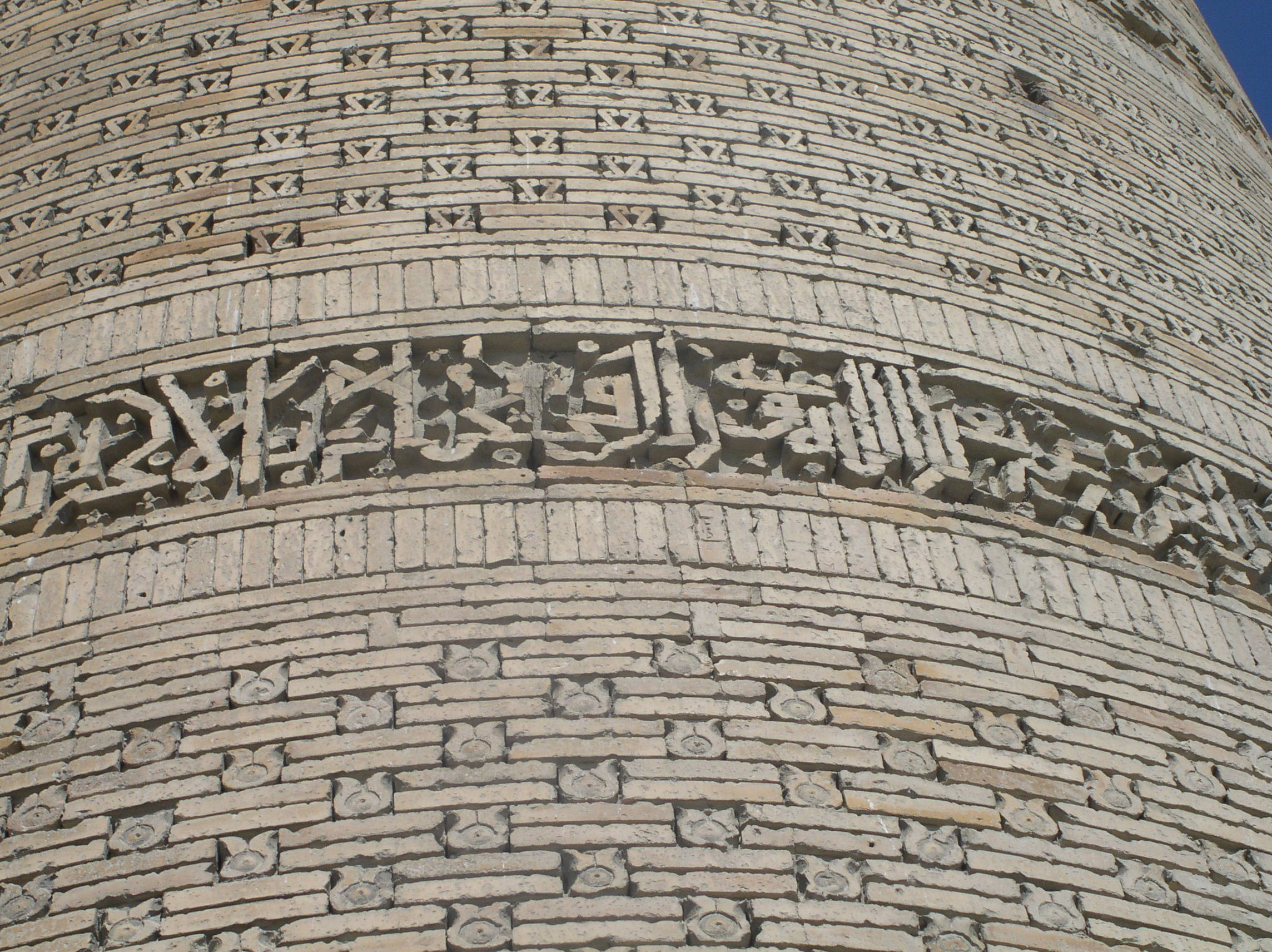
A kufikus stílusban írt feliratok

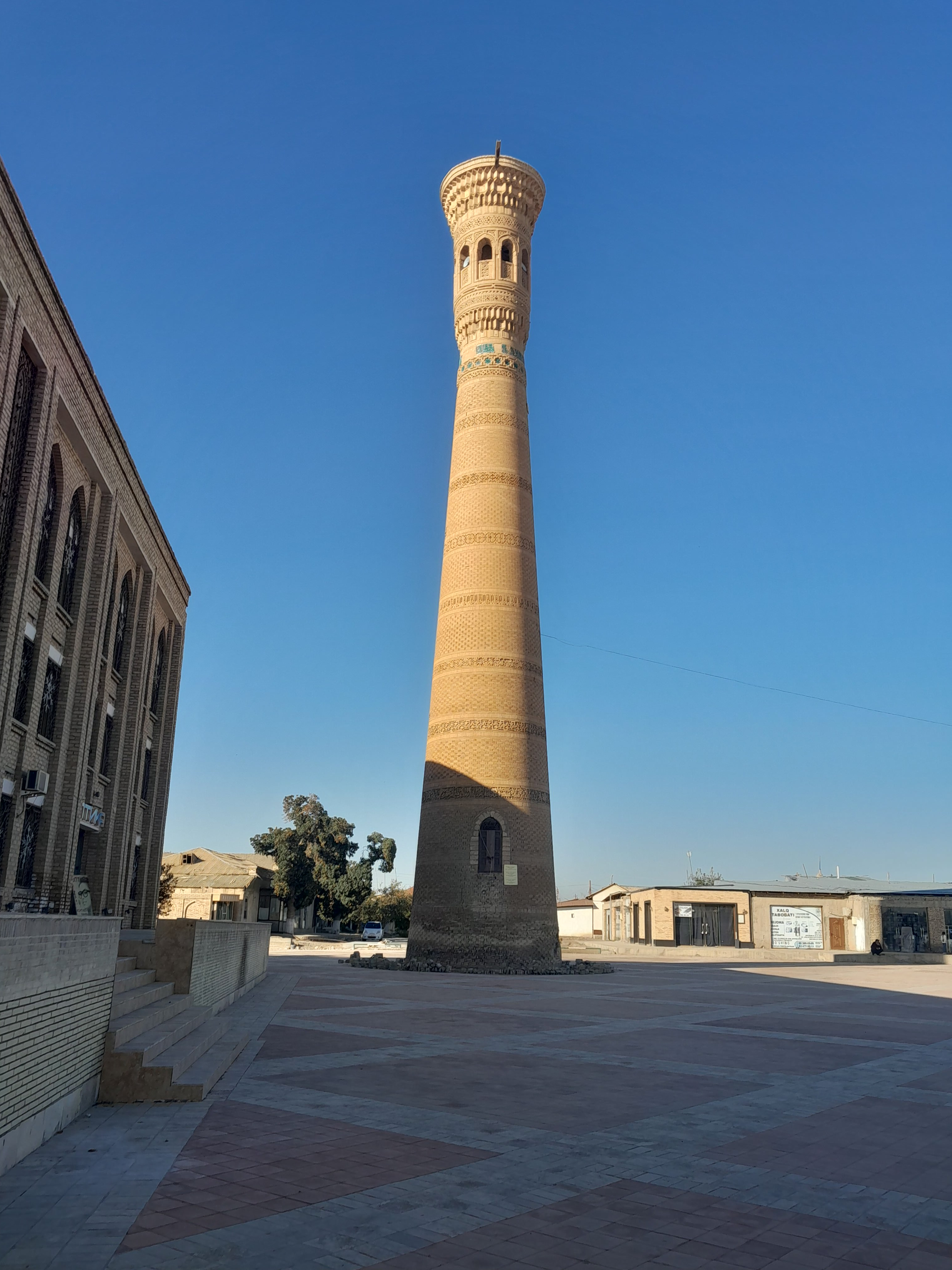
A minaret 2023-ban

A vobkenti minaret egy történelmi emlékmű Vobkent városában, a Buhara régióban. 1198-ban építtette Abdulaziz Szadr, a Karahánidák uralkodója. Jelenleg az üzbegisztáni nemzeti kulturális örökség nyilvántartásában szerepel.

## Története
A vobkenti minaretet 1198-ban építtette Abdulaziz Szadr, a szadrok leszármazottja, a Karahánidák nemesi családjának tagja, a buharai Vobkent körzetben. A minaret előtt egy medresze és egy mecset állt, ezek egy része a mai napig fennmaradt.
A minaret henger alakú, kúpos tetejű, színes mázas csempével díszített. A felső részét arab betűk szalagozzák, amelyek mindegyike több szót tartalmaz. 1989-ben a minaret feltárása közben kiderült, hogy a felső felirattömbök rossz helyen voltak az építkezés során. A felső felirat egy hadíszt tartalmaz (Mohamed mondása). A feliratok kufikus betűkkel vannak írva. A felső felirat is azt tartalmazza, hogy a minaret 1198-ban készült el. A minaret alsó részén is találhatók feliratok, amelyek a következők:
A legirgalmasabb és legkönyörületesebb Isten nevében (kezdem). Ezt a minaretet a reménybeli szadr, nagy imám, mártír, szerencsés, (a nemzet és a vallás bizonyítéka) Abdulaziz ibn Muhammad ibn Szadr, nagy imám, mártír (a nemzet és a vallás kardja) Umar ibn Szadr, a nagy imám építtette. A nagylelkű (a nemzet és a vallás bizonyítéka) Abdulaziz Umar parancsára építették az 593. év Jumada al-Awwal hónapjában (1196. március-április). Isten fogadja el őt.
Üzbegisztán függetlenné válása után a vallási épületet helyreállították.

## Építészete
A vobkenti minaret égetett téglából, fából, kőből és gipszből készült. A minaret tizenkét bordás alapra építették, amelynek az átmérője alul 6,19 méter, felül 2,81 méter. A szomszédos mecset oldalán lévő ajtón keresztül csigalépcsőn lehetett megközelíteni. A minaret tíz részre van osztva tíz különböző mintázatú övvel, amelyek mindegyike egyedi mázas csempéből készült. Az alsó feliratok az építtető nevét és évszámát tartalmazzák. A minaret teteje kiszélesített és kalitkaszerű szerkezettel (3,66 méter átmérőjű) borított, tíz oszlop között tíz ív található, az ívek alsó részét mázas csempék töltik ki. A minaret alapja a föld alá van temetve, a régészeti vizsgálatok kimutatták, hogy eredeti magassága 2,3 méterrel magasabb volt. A minaret teljes magassága 40,3 méter.

## Fordítás
- Ez a szócikk részben vagy egészben  a   Vobkent Minaret című angol Wikipédia-szócikk ezen változatának fordításán alapul.  Az eredeti cikk szerkesztőit annak laptörténete sorolja fel. Ez a jelzés csupán a megfogalmazás eredetét és a szerzői jogokat jelzi, nem szolgál a cikkben szereplő információk forrásmegjelöléseként.